# Szypownik-Aero
Szypownik-Aero (ros. Шиповник-Аэро) – rosyjski system walki elektronicznej przeznaczony do zwalczania UAV oraz zakłócania łączności.

## Historia
System został zaprezentowany przez spółkę Wega (ros. ОАО «Вега») podczas forum „Technologie w inżynierii mechanicznej 2012” (ros. «Технологии в машиностроении 2012»). Konstrukcja została opracowana przez producenta z własnej inicjatywy. System zapewnia monitorowanie przestrzeni radiowej oraz blokowanie wykrytych kanałów wykorzystywanych do sterowania statkami powietrznymi. Ponadto system może służyć do tłumienia łączności stanowisk dowodzenia, sygnałów sieci komórkowych, sieci Wi-Fi, WiMAX i DECT.
Produkcja została podjęta w Wszechrosyjskim Naukowo-Badawczym Instytucie „Etalon” (ros. Всероссийский научно-исследовательский институт «Эталон»). W 2016 r. rozpoczęto testy państwowe systemu, uwagi armii rosyjskiej zostały przekazane producentowi. Podjęcie produkcji seryjnej miało się rozpocząć w ciągu kilku lat.
Główne zadania systemu Szypownik-Aero to:
- automatyczne wyszukiwanie, wykrywanie, identyfikacja sygnałów radiowych służących do zdalnego sterowania statkiem powietrznym,
- przechwytywanie sygnałów radiowych i ich analiza,
- klasyfikacja wykrytych sygnałów radiowych,
- badanie charakterystyk wykrytych kanałów łączności,
- tłumienie sygnału radiowego poprzez: 
  - blokowanie kanału nawigacyjnego poprzez zakłócanie sygnału GPS,
  - zagłuszanie sygnału zdalnego sterowania statkiem powietrznym,
  - przejęcie sterowania statkiem powietrznym.

Wyposażenie jest zamontowane na nadwoziu samochodu ciężarowego Kamaz-4320. W skład zestawu wchodzi:
- system bazowy,
- system kierowania,
- aparatura łączności,
- system zasilania w energię,
- system podtrzymywania życia,
- zestaw sprzętu do rozmieszczenia zewnętrznego.

## Wykorzystanie bojowe
Obecność systemu na terenie Donbasu stwierdzono w 2016 r. Po raz kolejny o obecności systemu Szypownik-Aero na terenach okupowanych  przez Rosję strona ukraińska poinformowała OBWE w 2021 r.